# Суховерково (Тверская область)
Сухове́рково — посёлок городского типа в Калининском районе Тверской области России.
Образует городское поселение посёлок Суховерково, граничащее с Верхневолжским сельским поселением и Старицким районом.

## География
Расположен 42 км к юго-западу от города Тверь.

## История
Возник в 1955 году  на месте деревни Суховерково. Велась добыча торфа. Статус посёлка городского типа — с 1958 года. В 1989 году 973 жителя, администрация поссовета, отделение Емельяновского торфопредприятия (ПО «Калининторф»), средняя школа, детсад, ДК, библиотека, больница, АТС, отделение связи, филиал сбербанка, магазин.

## Население
| 1959 | 1970  | 1979  | 1989 | 2002 | 2009 | 2010 |
| ---- | ----- | ----- | ---- | ---- | ---- | ---- |
| 1652 | ↘1176 | ↘1086 | ↘973 | ↘729 | ↘511 | ↗670 |
| 2012 | 2013  | 2014  | 2015 | 2016 | 2017 | 2018 |
| ↘649 | ↘629  | ↘615  | ↗626 | ↘625 | ↘623 | ↗630 |
| 2019 | 2020  | 2021  |      |      |      |      |
| ↘627 | ↘626  | ↘562  |      |      |      |      |